# Ассаб (село)
Ассаб или Асаб (авар. ГӀасаб) — село в Шамильском районе Дагестана. Образует сельское поселение село Ассаб.

## География
Расположено на реке Ассабтляр (бассейн реки Аварское Койсу), в 5 км к северо-западу от районного центра села Хебда.

## Население
| 1869  | 1888  | 1895  | 1926  | 1939  | 1959  | 1970  |
| ----- | ----- | ----- | ----- | ----- | ----- | ----- |
| 801   | ↗948  | ↗979  | ↘835  | ↗1016 | ↘888  | ↗974  |
| 1989  | 2002  | 2010  | 2012  | 2013  | 2014  | 2015  |
| ↘831  | ↗1413 | ↗1641 | ↗1654 | ↗1660 | ↘1657 | ↘1649 |
| 2016  | 2017  | 2018  | 2019  | 2020  | 2021  | 2023  |
| ↘1646 | ↘1645 | ↗1666 | ↗1669 | ↗1676 | ↘1591 | ↗1602 |
| 2024  | 2025  |       |       |       |       |       |
| ↘1601 | ↗1608 |       |       |       |       |       |

## История
Сельсовет села Ассаб образован декретом ВЦИК от 20 января 1921 г. в составе Ахвахского участка, Андыхского округа. 
В 1928 году село вошло в Кахибский район. 
С 1960 село в составе Советского района. 
С февраля 1994 года вошел в Шамильский район.

## Социальная инфраструктура
В селе действует средняя школа, ФАП, ДК, библиотека, Исламский институт.

## Сельское хозяйство
СПК «Ассаб» (бывший колхоз имени Калинина).